# Zhangmu
Le bourg de Zhangmu (tibétain : འགྲམ, Wylie : 'gram, pinyin tibétain : Zhamv ; chinois : 樟木 ; pinyin : zhāngmù ; népalais : खासा, Khasa), est un bourg douanier et un port d'entrée situé en région autonome du Tibet, en République populaire de Chine, dans le xian de Nyalam à la frontière entre le Népal et la Chine.

## Description
La ville est séparée de la ville népalaise de Kodari par la rivière Bhote Koshi. Sise à 2 300 mètres d'altitude, Zhangmu a un climat subtropical et humide, ce qui est rare pour le Tibet.
Zhangmu a été évacuée après avoir été endommagée en avril 2015 par des tremblements de terre, qui ont également entraîné la fermeture des routes entre le Népal et la Chine. En décembre 2015, elle était toujours ville fantôme, et les échanges n'avaient pas repris. L'autoroute du côté chinois était toujours endommagée et le Népal ne sentait pas le besoin urgent de reconstruire.

## Galerie

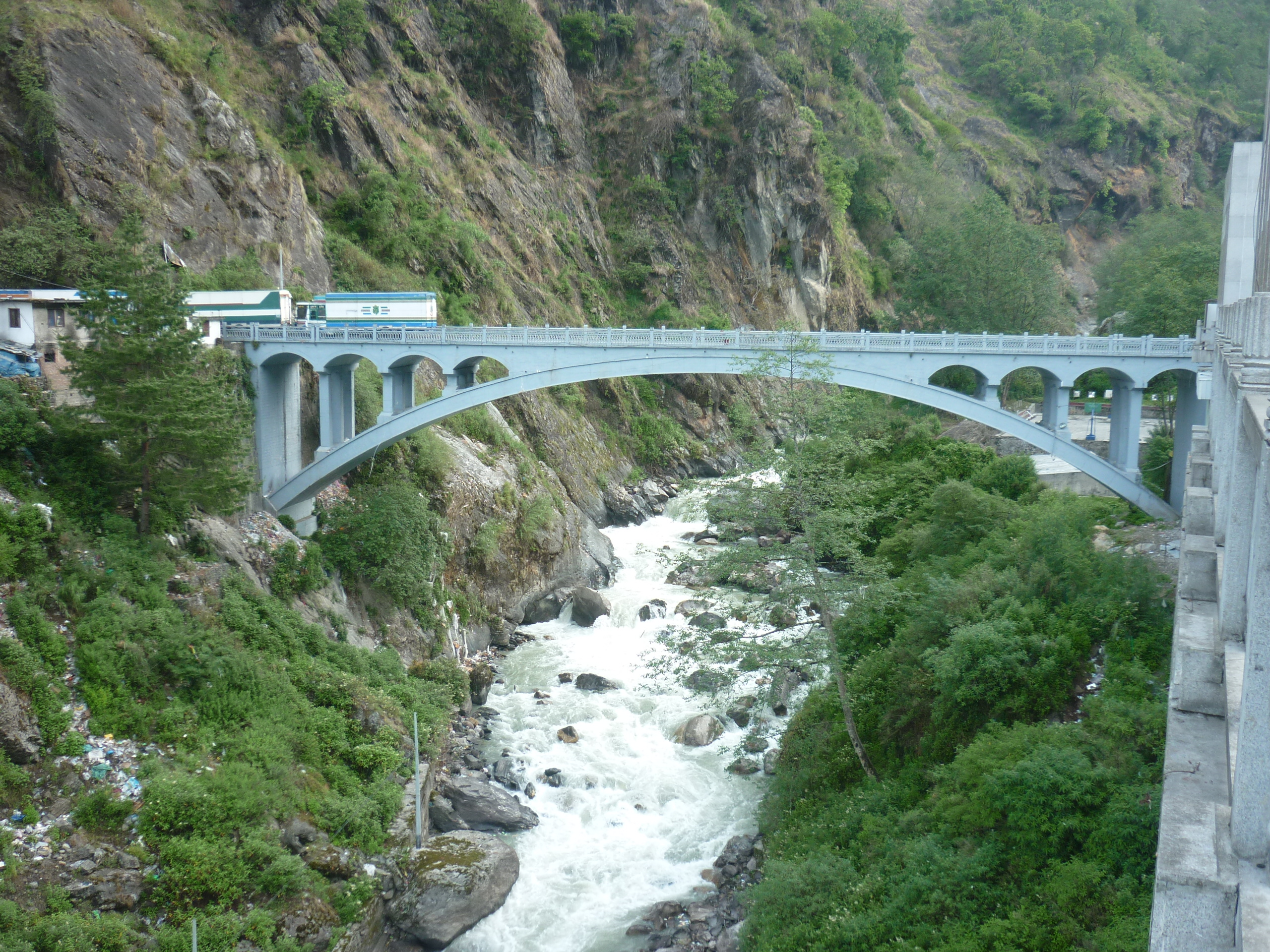
Pont situé à la frontière entre les deux pays
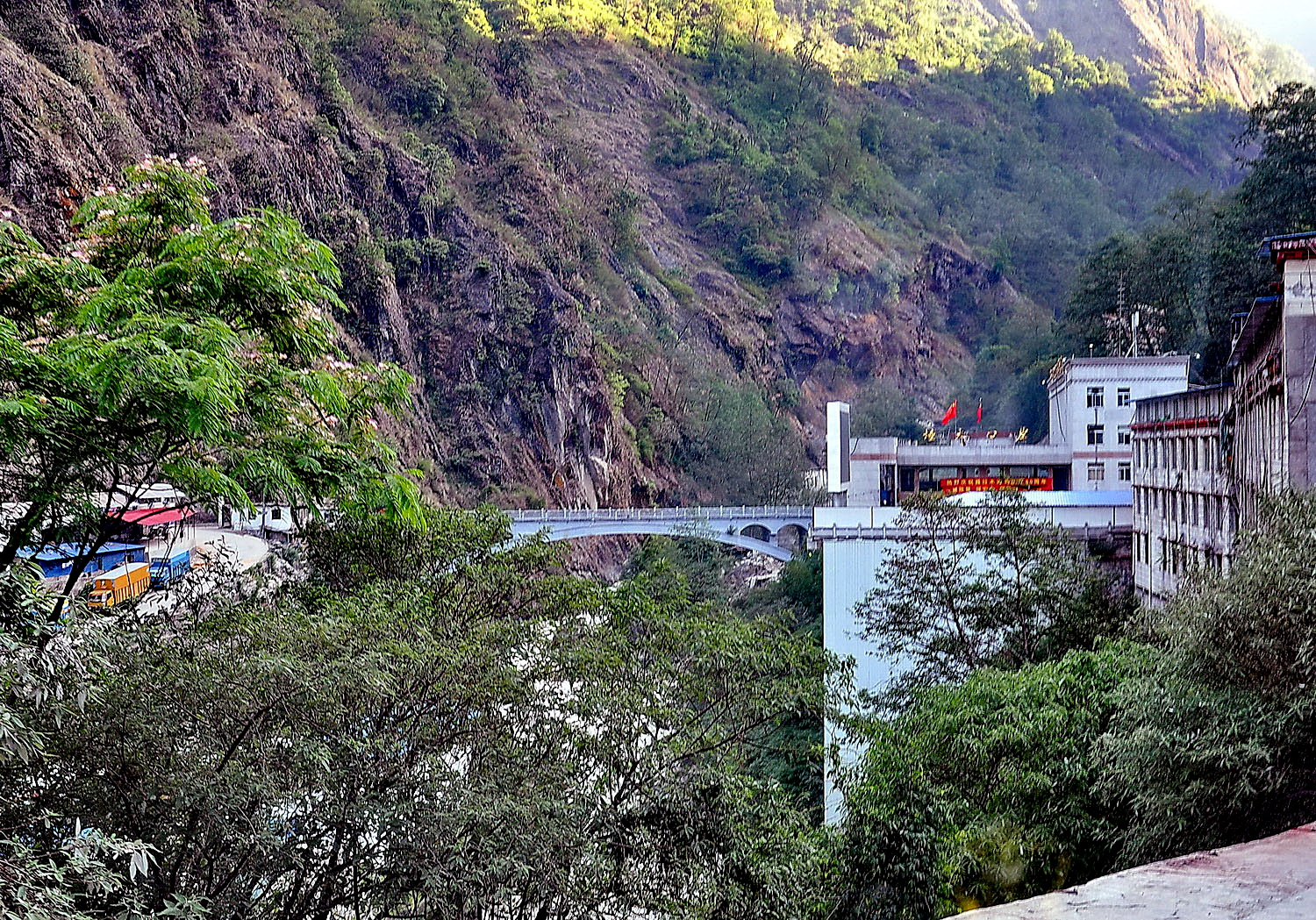
Poste frontière du pont côté chinois.
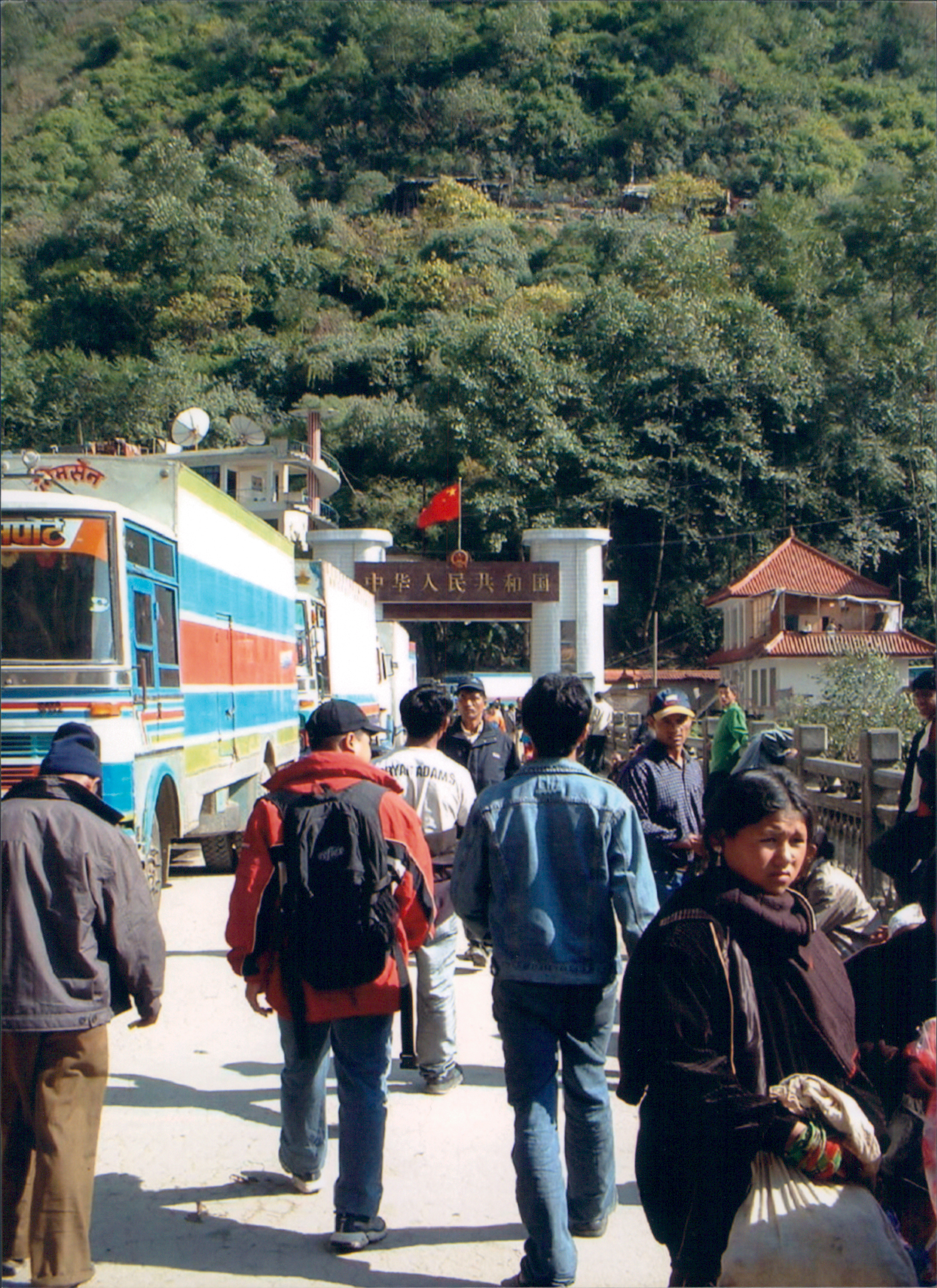
Côté chinois de la frontière vu depuis le Népal.
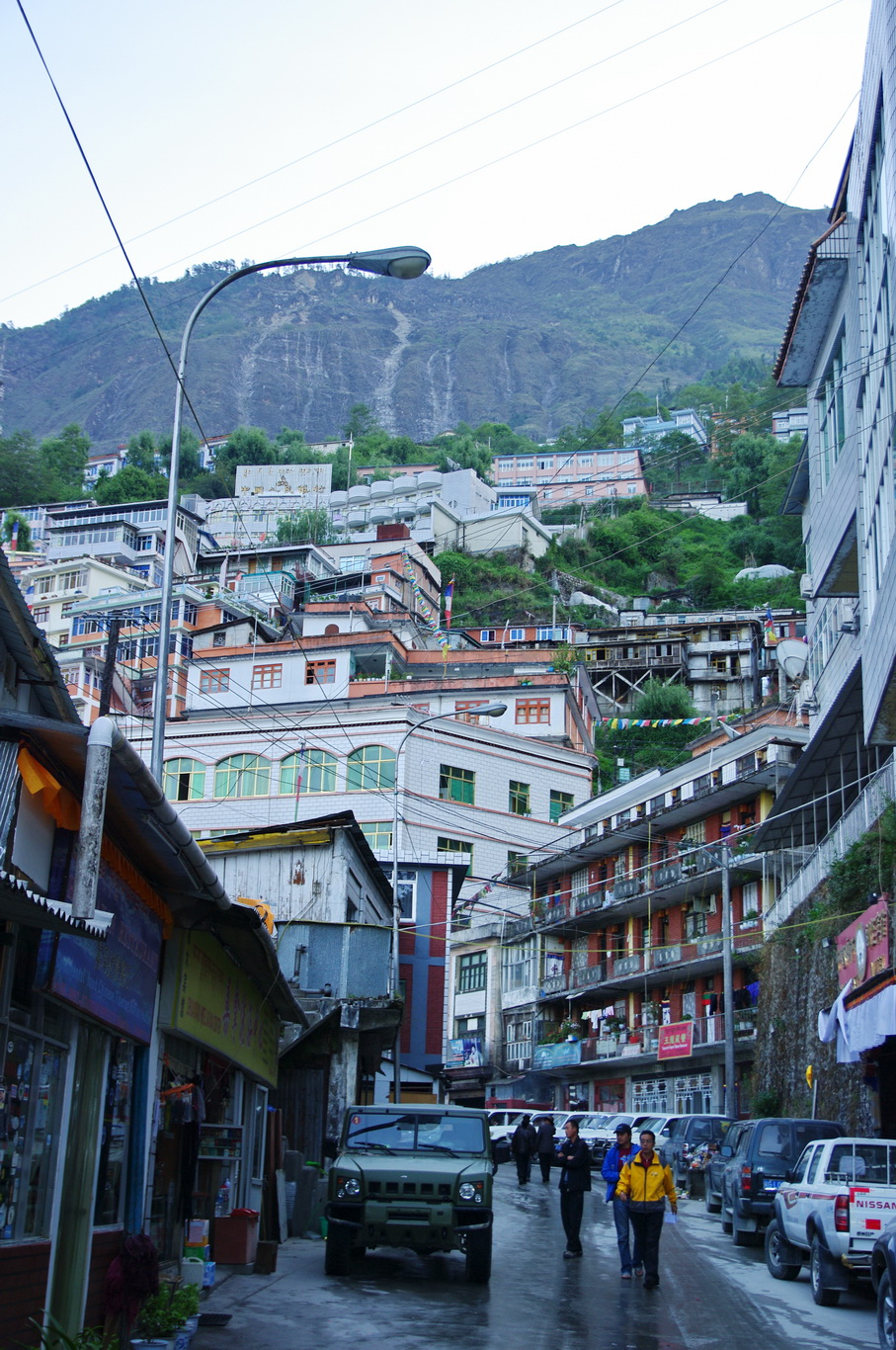
Rue principale de Zhangmu
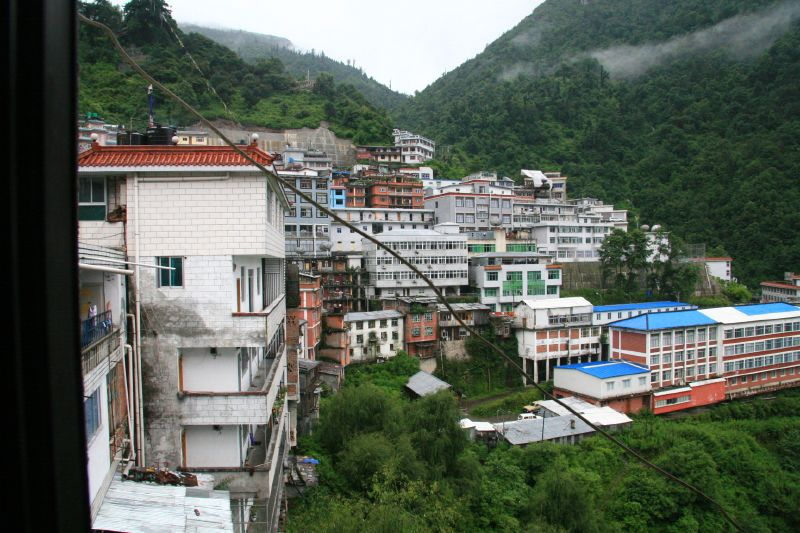
Vue du bourg.